# روبرت كوفينجتون
روبرت كوفينجتون (بالإنجليزية: Robert Covington)‏ مواليد 14 ديسمبر 1990 في بلوود، هو لاعب كرة سلة محترف أمريكي بدأ مسيرته الاحترافية في سنة 2013 يلعب مع فريق فيلادلفيا سفنتي سيكسرز في الرابطة الوطنية لكرة السلة ويحمل الرقم 33. يبلغ طوله 6 قدم 9 بوصة (2.1 م).

## إحصائيات المسيرة

### الموسم الاعتيادي
| السنة   | الفريق                 | لعب | بدأ | دقيقة | ميداني% | ثلاثية | حرة  | ارتداد | صنع | استلاب | تصدي | نقطة |
| ------- | ---------------------- | --- | --- | ----- | ------- | ------ | ---- | ------ | --- | ------ | ---- | ---- |
| 2013–14 | هيوستن روكتس           | 7   | 0   | 4.9   | .429    | .364   | .000 | .7     | .0  | .3     | .0   | 2.3  |
| 2014–15 | فيلادلفيا سفنتي سيكسرز | 70  | 49  | 27.9  | .396    | .374   | .820 | 4.5    | 1.5 | 1.4    | .4   | 13.5 |
| 2015–16 | فيلادلفيا سفنتي سيكسرز | 67  | 49  | 28.4  | .385    | .353   | .791 | 6.3    | 1.4 | 1.6    | .6   | 12.8 |
| المسيرة |                        | 144 | 98  | 27.0  | .391    | .363   | .807 | 5.1    | 1.4 | 1.4    | .5   | 12.6 |

## روابط خارجية
- روبرت كوفينجتون على موقع إن بي أي (الإنجليزية)
- روبرت كوفينجتون على موقع سبورتس رفرنس (الإنجليزية)
- روبرت كوفينجتون على موقع كرة السلة الأوروبية.كوم (الإنجليزية)
- روبرت كوفينجتون على موقع إي إس بي إن.كوم (الإنجليزية)
- روبرت كوفينجتون على موقع كلية كرة السلة في سبورتس رفرنس.كوم (الإنجليزية)
- روبرت كوفينجتون على موقع ريلجم (الإنجليزية)
- روبرت كوفينجتون على موقع بروبوليرز (الإنجليزية)
- روبرت كوفينجتون على موقع سبورتس رفرنس (الإنجليزية)